# 托坎廷斯州阿雷格里港
托坎廷斯州阿雷格里港（葡萄牙語：Porto Alegre do Tocantins）是巴西托坎廷斯州的一个市镇。总面积501.97平方公里，总人口2830人，人口密度5.6人/平方公里。